# HTL Kapfenberg
Die HTL Kapfenberg ist als Höhere Technische Lehranstalt eine Berufsbildende höhere Schule in der Stadt Kapfenberg in der Steiermark.

## Geschichte
Die Geschichte der HTL Kapfenberg reicht bis in das 19. Jahrhundert zurück, als 1881 in der Nachbarstadt Bruck an der Mur die Fachschule für Holzindustrie gegründet wurde. Nach der Auflassung der Holzfachschule erfolgte kurze Zeit später die Einrichtung einer k.u.k. Fachschule für Schlosserei im Schuljahr 1909/10. Ihr Schwerpunkt lag auf Kunstschmiedearbeiten, woraus sich schließlich die Bundesfachschule für Bau-, Kunst- und Maschinenschlosserei weiter entwickelte.
Die HTL Kapfenberg als technische mittlere Schule besteht seit dem Schuljahr 1963/64 und ging aus der Bundesfachschule für Bau-, Kunst- und Maschinenschlosserei in Bruck an der Mur hervor. Die Schule in der obersteirischen Industrieregion umfasste zu ihrem Gründungszeitpunkt die Abteilungen für Elektrotechnik und Maschinenbau sowie eine Fachschule. Die Räumlichkeiten befanden sich zunächst in der Volksschule-Stadt und einer Expositur in Redfeld, bis sie an den heutigen Standort übersiedelte. 1992 wurde die HTL Kapfenberg um die Fachrichtung Kunststofftechnik erweitert.
Die Schule wird von ca. 700 Tages- und 300 Abendschülern besucht. Sie beschäftigt ca. 80 Lehrpersonen in der Theorie und 35 in der Werkstätte.

## Ausbildungsangebot an der HTL
Höhere Abteilung
- Elektrotechnik (Energie-Technik und Leistungselektronik)
- Maschinenbau (Anlagentechnik, Automatisierung und Robotik)
- Kunststoff- und Umwelttechnik
- Mechatronik
- Industrielle Informationstechnik
- Aviation Technologie

Fachschule
- Mechatronik
- Maschinenbau-Fertigungstechnik

Abendschule
- Elektrotechnik (Energie-Technik und Leistungselektronik)
- Maschinenbau-Fertigungstechnik
- Wirtschaftsingenieurwesen-Betriebsmanagement

## Ausbildungsdauer, Berechtigungen, Titel
Die Ausbildung an den Höheren Abteilungen für Elektrotechnik (Spezialausbildungen: Industrielle Elektronik und Energietechnik, Industrielle Informationstechnik), Mechatronik, Maschineningenieurwesen und Kunststoff- und Umwelttechnik bzw. Aviation Technologie dauert fünf Jahre und schließt mit der Reife- und Diplomprüfung ab. Mit dieser erwirbt der Absolvent eine Anzahl von Gewerbeberechtigungen und die Möglichkeit zum unmittelbaren Eintritt in das Berufsleben. Das Reife- und Diplomprüfungszeugnis berechtigt aber auch zum Studium an Fachhochschulen (unter Anrechnung einschlägiger Vorkenntnisse) und Universitäten.
Die Absolventen der Höheren Technischen Lehranstalten sind dank ihrer umfangreichen theoretischen und praktischen Ausbildung für den sofortigen Einsatz als mittlere und höhere Führungskraft geeignet.
Nach dreijähriger facheinschlägiger Berufspraxis wird ihnen über Antrag die Standesbezeichnung Ingenieur (Ing.) zuerkannt.
Die Ausbildung an den Fachschulen für Elektrotechnik und Maschinenbau-Fertigungstechnik und ab 2019/20 Mechatronik dauert dreieinhalb Jahre und endet mit einer Abschlussprüfung, die den Gesellenbrief ersetzt und eine Vielzahl von gewerblichen Berechtigungen nach sich zieht. Über einen zusätzlichen Aufbaulehrgang ist ebenfalls die Ablegung der Matura an einer Höheren Technischen Lehranstalt bzw. weiterführend der Besuch einer Fachhochschule möglich.
Die Ausbildung an der Abendschule für Elektrotechnik, Maschinenbau und Wirtschaftsingenieurwesen dauert vier Jahre und schließt mit der Reife- und Diplomprüfung ab. Die Absolventen haben die gleichen Berechtigungen wie die Absolventen der Tagesschulen der Höheren Abteilungen. Das Besondere an dieser Ausbildungsform ist der Fernstudienanteil, d. h., es ist eine Anwesenheit von nur vier Abenden in der Woche notwendig.